# 헤이스팅스 센터
헤이스팅스 센터(The Hastings Center)는 생명윤리학 연구를 위해 세워진 비영리 독립 연구기관이다.

## 같이 보기
- 헨리 비처
- 크루잔 대 미주리 보건국 사건